# 七室羽爪節蜱
七室羽爪節蜱（学名：Diptilomiopus septimus）为双羽爪節蜱科羽爪節蜱屬下的一个种。